# Nacka Skoglund

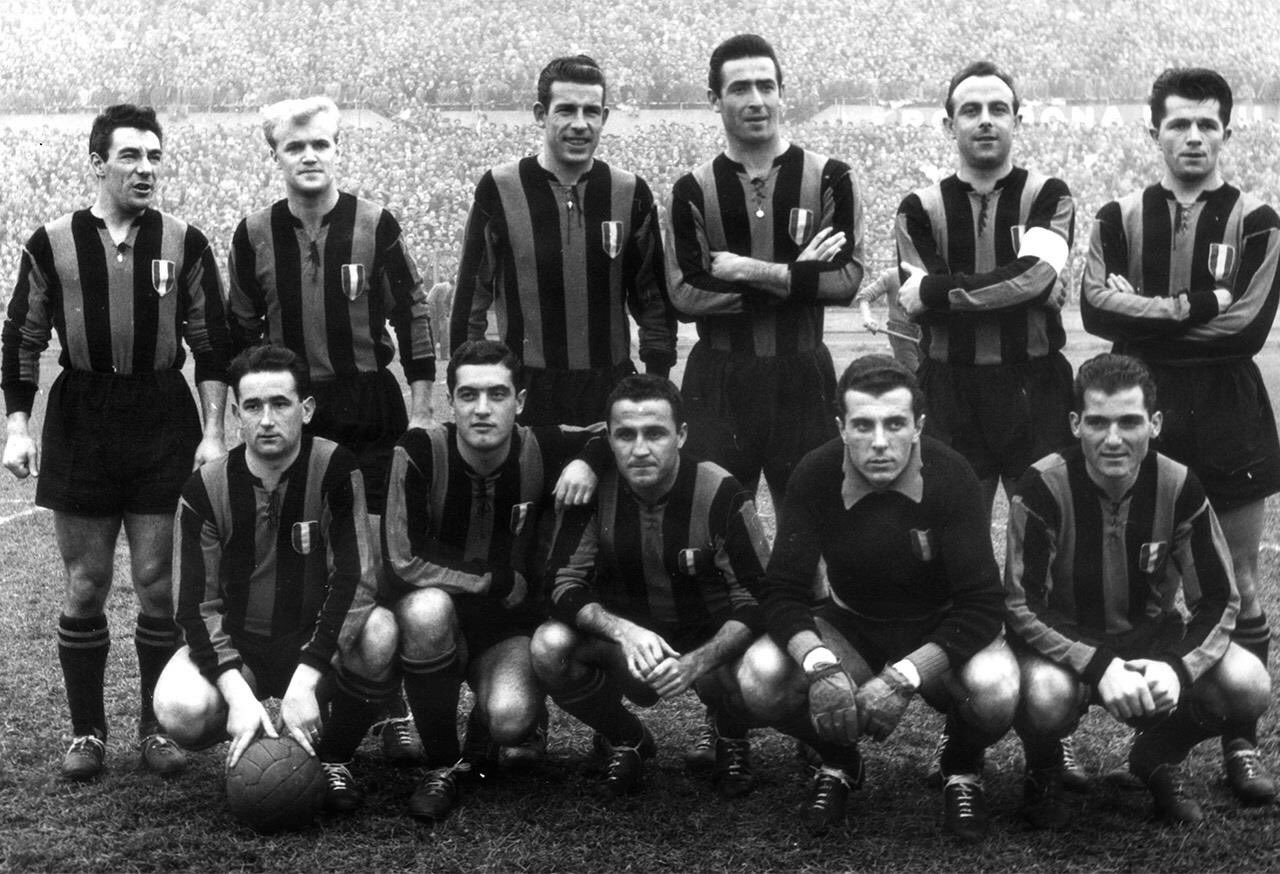
"Nacka" Skoglund blev italiensk ligamästare både 1953 och 1954 med Football Club Internazionale i Milano.

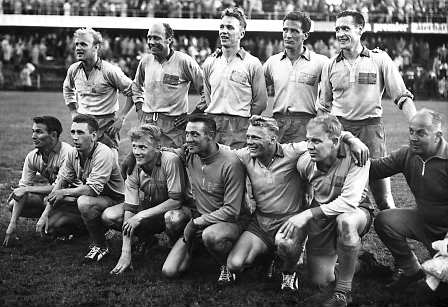
Det svenska silverlaget vid VM i fotboll 1958. Stående från vänster: Lennart "Nacka" Skoglund, Gunnar Gren, Agne Simonsson, Bengt "Julle" Gustavsson och Nils "Lidas" Liedholm; knästående: Kurt Hamrin, Reino Börjesson, Orvar Bergmark, Kalle Svensson, Sven Axbom och Sigge Parling.

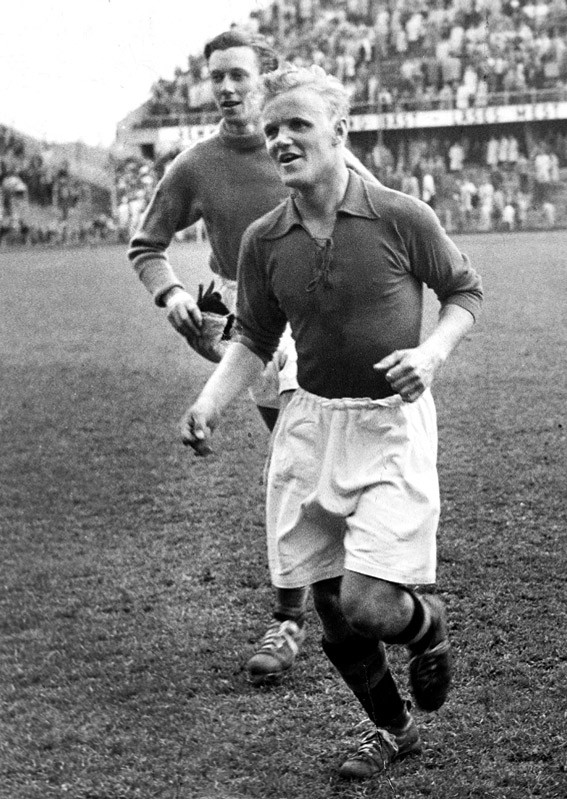
I maj 1950 gjorde "Nacka" två mål för Pressens lag i segern mot landslaget på Råsunda.

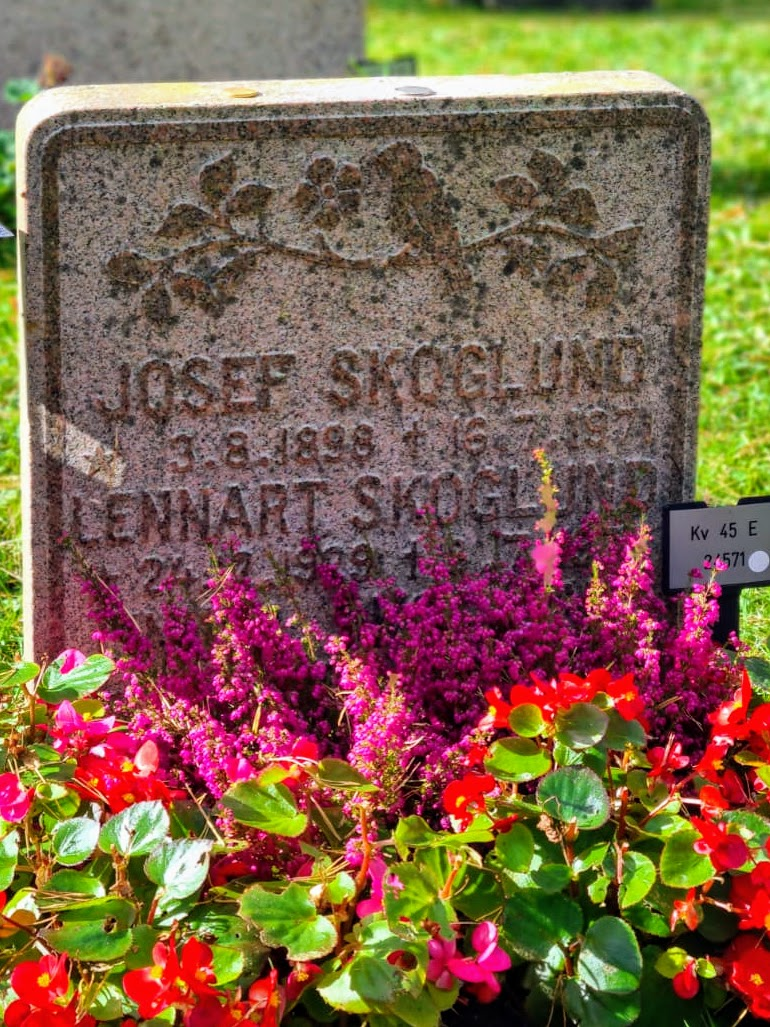
Lennart Nacka Skoglunds gravvård på Skogskyrkogården, Gamla Enskede, Stockholms kommun.

Karl Lennart "Nacka" Skoglund, född 24 december 1929 i Katarina församling, Stockholm, död där 8 juli 1975, var en svensk fotbollsspelare. Han var känd som en av svensk fotbolls stora "lirare".
Skoglund blev bronsmedaljör vid VM i fotboll 1950, silvermedaljör vid VM 1958, var elvafaldig landslagsman och under åren 1950–1963 verkade han som professionell i italienska Serie A.
Skoglund förknippas starkt med Hammarby IF, där han både inledde och avslutade sin seniorkarriär. Debuten i Allsvenskan skedde dock för AIK i juli 1950.
"Nacka" Skoglund är som medlem nr 24 invald i Svensk fotbolls Hall of Fame.

## Biografi

### Barndomen
Lennart "Nacka" Skoglund föddes på Allmänna barnbördshuset på julafton 1929 och växte upp med sin familj på Katarina Bangata 42, föräldrarna Josef och Linnéa samt äldre brodern Georg och yngre brodern Karl-Ewert. Kurt Kjellström växte upp i samma trappuppgång.  
Katarina södra skola var platsen där han lärde sig läsa och skriva.
Ursprunget till smeknamnet "Nacka" är omtvistat. En teori säger att han fick namnet redan som åttaåring då han alltid följde med sin bror Georg, "Jojje", på dennes pakethållare ut till Finnboda varv i Nacka för att se honom träna och spela fotboll. Författaren Björn Wigardts teori är dock att han fick smeknamnet då hans far Josef "Jocke" Skoglund arbetade som trädgårdsmästare i Nacka under en tid. 

### Tidig fotbollskarriär
"Nacka" Skoglund började sin fotbollskarriär i kvarterslaget BK Stjärnan på Södermalm 1943 och fortsatte för Hammarby IF under 1944–49. Debuten i Hammarbys juniorlag skedde vid 15 års ålder och i A-laget kom den första matchen blott ett år senare.
Skoglund förknippas än idag starkt med Hammarby och anses som en av föreningens allra största ikoner. I en omröstning på Hammarbys officiella hemsida över de 24 största Bajen-profilerna genom tiderna kom han följdriktigt på första plats.
Den allsvenska debuten gjorde Skoglund dock för AIK eftersom Hammarby vid den tiden spelade i division III. Enligt uppgift begärde "Nacka" 1 000 kr i övergångspengar (numera motsvarande cirka 20 000 kr) och att han skulle få en kostym uppsydd åt sig själv och en kappa till sin mamma. I AIK gjorde Skoglund endast fem matcher därför han bland annat sent blev spelklar för Allsvenskan, samt hade allmän värnplikt och även var borta med landslaget i fotbolls-VM i Brasilien innan han blev proffs i Italien.
Just före det stundande VM-slutspelet 1950 spelade Skoglund med AIK i träningsmatcherna mot Everton och AC Milan på Råsunda. Båda matcherna slutade 3–1 till AIK och "Nacka" gjorde ett av målen mot Gre-No-Li och Milan. AIK med publikrekord samma match; 39 303 åskådare. Senare samma sommar var han med och vann Svenska Cupen med AIK, klubbens tredje cupguld genom tiderna.

### Landslagskarriär
Det stora genombrottet för Skoglund kom 18 maj 1950, då Pressens lag mötte landslaget på Råsunda Fotbollsstadion. Ivar Eidefjäll hade lämnat återbud och den relativt okände Skoglund tog hans plats istället. Matchen slutade med vinst, 3–1 för Presslaget och "Nacka" gjorde succé genom att göra två mål och en målgivande passning.  Efter detta blev han uttagen i truppen till VM i fotboll 1950 i Brasilien där Sverige sedermera tog brons. Här uppmärksammades han bland annat efter Sveriges segermatch (3–2) mot Italien där ett annat av hans smeknamn, "Den vajande majskolven", skapades. Efter en kontrovers med landslagets lagledare Putte Kock, rörande frågor om uppförande, petades dock "Nacka" tillsammans med Stellan Nilsson i lagets två återstående matcher mot Uruguay och Spanien.

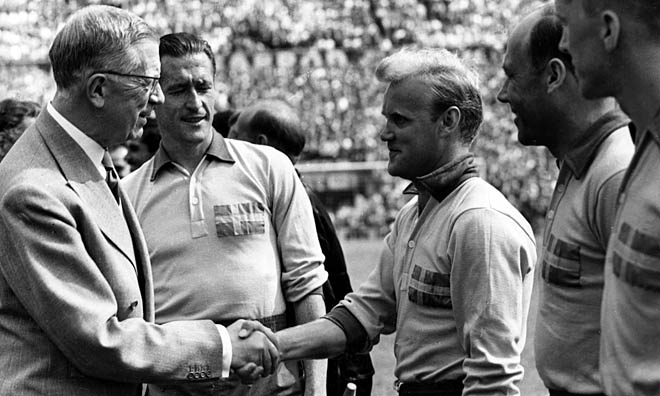
Kung Gustaf VI Adolf hälsar på Skoglund i 1958 års svenska VM-lag. I mitten lagkaptenen Nils Liedholm.

"Nacka" deltog även i det svenska landslag som tog silver vid VM i fotboll 1958 i Sverige och utsågs där till turneringens bästa vänsterytter. Fotbollslåten "Vi hänger me'" (med text och musik av Stikkan Anderson) med Skoglund på sång spelades in efter VM-succén och han kom därefter att turnera inför storpublik i folkparkerna i Sverige med denna låt.
Totalt spelade Skoglund elva landskamper på vilka han gjorde ett mål. Målet kom i den berömda matchen mot Västtyskland i VM-semifinalen 1958 då han skickade in kvitteringen till 1–1; matchen slutade 3-1 till Sverige. Landslaget förlorade dock finalen på Råsunda mot Pelé och Garrincha i Brasilien.
Eftersom han var proffs i Italien togs Skoglund inte ut till fler landskamper efter VM-slutspelet i Sverige, då Fotbollsförbundet frångått sin egen regel och "hämtat hem" sina proffsspelare. Först 1964 gjorde han på nytt en landskamp, mot Polen; 3–3-matchen kom att bli hans sista. En avstängning efter en utvisning fick till följd att han inte togs ut igen.

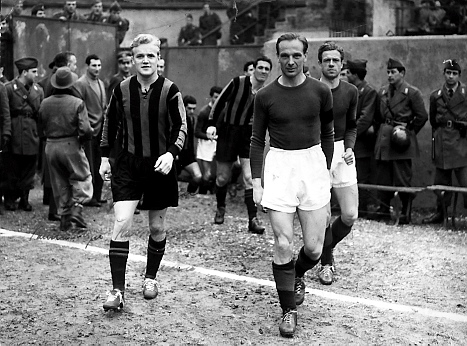
Hösten 1950 debuterade Skoglund som proffs i italienska Inter. Här med Kjell Rosén inför en match mot Torino FC.

### Proffs i Italien och tillbaka till Sverige
Efter VM i Brasilien följde i oktober 1950 en övergång till italienska Inter, där Skoglund redan i debuten mot AC Milan visade framfötterna med två mål i en 3–2-seger. I Inter blev svensken en firad stjärna och ligamästare både 1953 och 1954. Redan under denna period skrev han sina memoarer, utkomna 1956, med titeln "En miljon för en klackspark".
"Nacka" kom att verka som proffs i Italien i 13 år och spelade då i klubbarna Inter (1950–59), UC Sampdoria (1959–62) och US Città di Palermo (1962–63). I det sistnämnda laget trivdes han dock inte – där blev det bara sex matcher och inte ett enda gjort mål. År 1964 flyttade han hem till Södermalm och Hammarby igen.

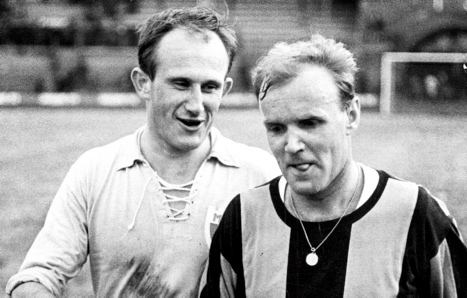
Lennart Skoglund (till höger) och Ingvar Svahn (1965).

Skoglunds comeback-match för Hammarby, då i division II, inledde "Nacka" med att göra mål genom att skruva en hörna direkt i bortre krysset. Motståndare var Karlstad BK, datumet 7 maj 1964. Hammarby kom att spela inför storpublik under säsongen med 18 025 åskådare i seriefinalen mot Brage. Hela 24 299 bevittnade kvalet mot GIF Sundsvall, en match där Skoglund gjorde ett mål och två assist. I slutet av matchen fick han dock rött kort då han sparkat ner en sundsvallsspelare. Året därpå blev "Nacka" allt mer opålitlig; man fick hämta honom från hans lägenhet för att få med honom på träningarna och det blev bara tolv matcher den säsongen i Allsvenskan. 1966 var det spel i division II igen; i comeback-matchen mot Sandviken den 15 juni. I en match som Hammarby vann med 2–1, var Skoglund nära att upprepa bedriften att slå en hörna i mål, nu redan efter 30 sekunders spel. Efter matchen stormades planen av Hammarbysupportrarna, "Nacka" hissades upp i luften.
Skoglund spelade samtliga matcher i kvalet det året. Hemmamatchen vann Hammarby mot Saab med 5–0 inför 25 092 åskådare. "Nacka" spelade halva säsongen därpå i Allsvenskan, bland annat den första matchen på Söderstadion. I hans näst sista hemmamatch, som Hammarby vann med 2–1 mot Djurgården, debuterade Rolf "Kocken" Andersson som gjorde två mål och stal rubrikerna. Skoglunds sista match i Hammarbytröjan spelades på Söderstadion 13 augusti 1967 mot Örgryte. "Nacka" gjorde assist till 1–0 målet men matchen slutade 3–3. Under säsongen brukade även Skoglund skjuta skott på Ronnie Hellström, som träning för unge målvakten, för att lära honom räddningar. Efter säsongen fick Hammarbys styrelse nog av "Nackas" uppförande, klubben sålde honom 1968 till Kärrtorps IK i division IV.

### Sista år
"Nacka" var under sina sista år i livet helt utblottad och missbrukade alkohol och tabletter. En höjdpunkt var 27 augusti 1970. Det datumet var starten för den moderna svenska läktarsången på Söderstadions norra läktare, sektion E2 i en match mot Åtvidaberg. Hammarby låg sist i tabellen och en poäng för Åtvid hade räckt till SM-guld. Trots det ledde Hammarby med 1-0 i halvtid. Då hoppade Skoglund ner från läktaren, till avbytarbänken och bidrog med passion och goda råd. Bajen, som de kallades nu, vann till slut matchen med 3-1, och laget skulle gå obesegrat Allsvenskans tio sista omgångar. Klubben å sin sida ansåg inte att man hade något socialt ansvar för spelare som inte längre var aktiva. "Nacka" bodde ensam i sin lägenhet på Katarina Bangata 42 på Södermalm i Stockholm, där han hittades död i juli 1975.
Ett par tusen personer tog sig till hans begravning på Skogskyrkogården.

## Familj
Även Skoglunds bröder var fotbollsspelare i Hammarby. Storebror Georg Skoglund, "Jojje", spelade i näst högsta serien och lillebror Karl-Ewert Skoglund, "Ya", spelade allsvensk fotboll för Hammarby samt gjorde en A-landskamp.
"Nacka" fick tre söner. Han gifte sig 1952 med italienska Nuccia (född Zirelli) med vilken han fick sönerna Evert (f. 1953) och Giorgio (f. 1957). Pojkarna växte upp i Italien och kom själva att spela fotboll på hög nivå. Den tredje sonen, Peter, bor i Stockholm och är far till ishockeyspelaren Jimmie Ölvestad.

## Eftermäle och utmärkelser

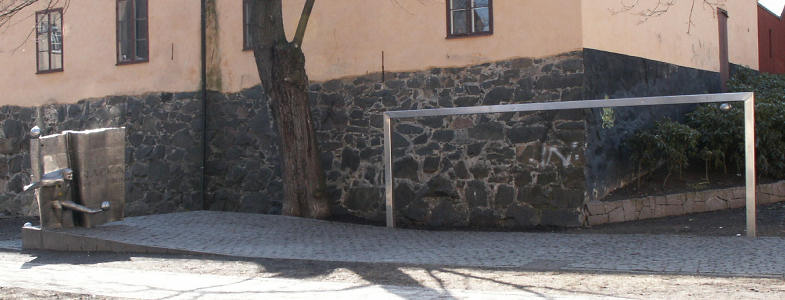
Del av Vi ses vid målet av Olle Adrin.

- Utanför Skoglunds hus på Katarina Bangata står sedan 1984 minnesmärket Vi ses vid målet av Olle Adrin. Efter ett beslut i Stockholms kommunfullmäktige 2001 har platsen där minnesmärket står officiellt namnet Nackas Hörna[27].

- Varje julafton samlas beundrare och medlemmar av sällskapet "Nackas vänner" för att hedra "Den vajande majskolven" på hans födelsedag. De samlas klockan 10 utanför porten på Katarina Bangata 42. Därefter träffas Bajen Fans klockan 13 då vid statyn 50 meter från Nackas port för att träffa varandra, önska en god Nacka, dricka lite glögg och lämna en "selma" till insamlingen som varje år går oavkortat till en utvald förening i Hammarbyfamiljen. Vanligtvis inför hundratals åskådare, håller föreningens förste ordförande Stefan Magnusson ett jultal vid statyns fot.
- I många år spelades inomhusfotbollsturneringen Nackas minne, uppkallad efter Skoglund.
- När Dagens Nyheter 2014 listade de 150 främsta svenska idrottarna genom tiderna[28] hamnade Lennart "Nacka" Skoglund på plats 71.
- I en omröstning på Hammarby Fotbolls webbplats 2004 kom Skoglund på första plats bland "Tidernas största Bajenprofiler".
- Skoglund fick år 1950 motta utmärkelsens "Pressens son".

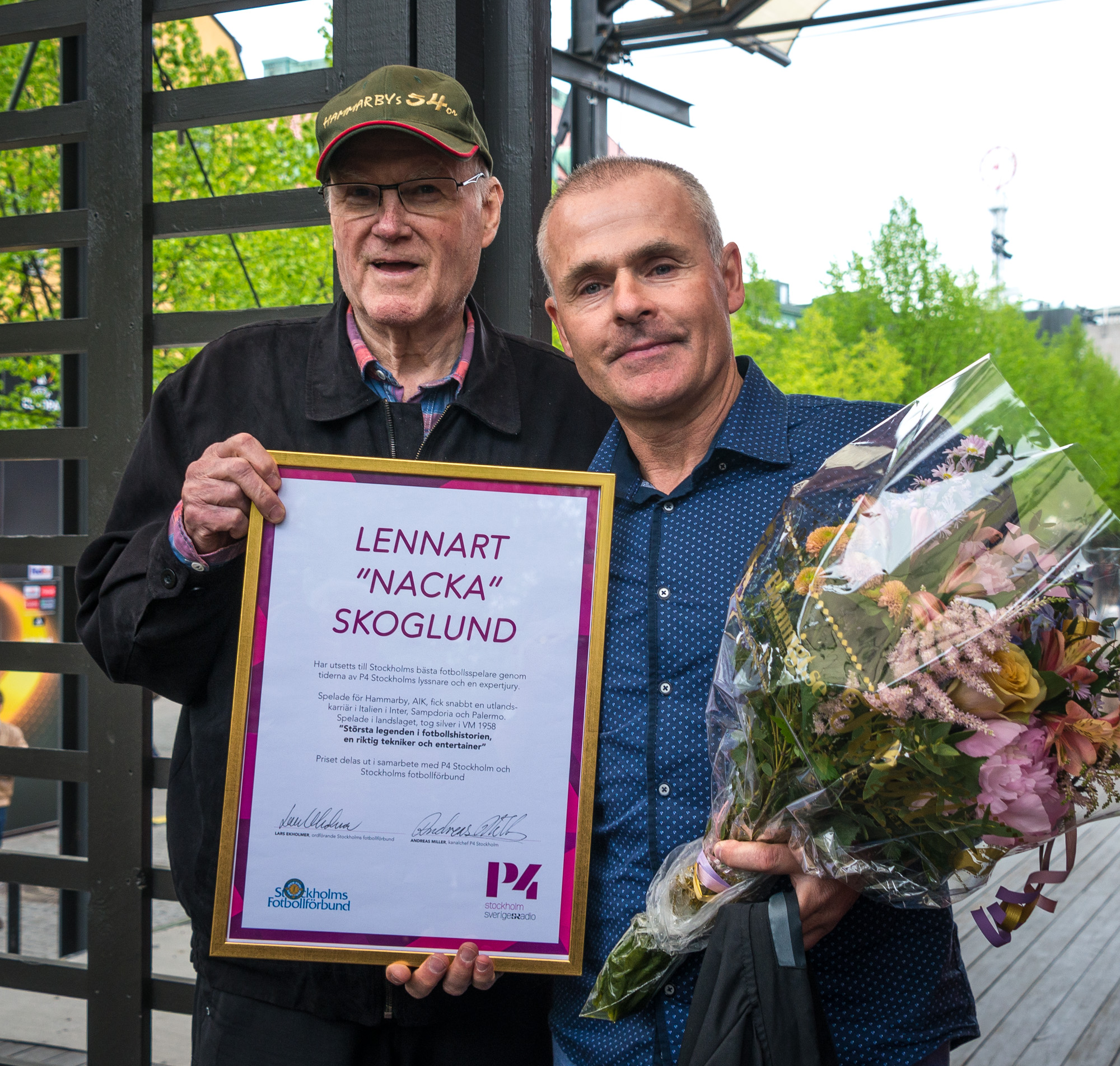
"Nackas" bror Karl-Evert Skoglund med Anders Limpar i maj 2017 i Kungsträdgården i samband med att "Nacka" Skoglund hade utsetts till "Stockholms bästa fotbollsspelare genom tiderna" av P4 Stockholms lyssnare.

- År 2017 utsågs han till Stockholms bästa fotbollsspelare genom tiderna av P4 Stockholms lyssnare och en expertjury.[29]

### Stor grabb och Hall of Fame
"Nacka" Skoglund blev år 1958 Stor grabb inom svensk fotboll och år 2006 valdes han i den fjärde selektionen som medlem nr 24 in i Svensk fotbolls Hall of Fame. Där lyder motiveringen:
"Nacka" fick ett genombrott i klassiskt Rekord-Magasinet-stil. På några månader från Hammarby i div. III via spel i AIK, presslandslaget, VM-brons till spel i Inter. Där charmade "den vajande majskolven" publiken med dribblingar, och klacksparkar. Efter nio år, och ett VM-silver, tog livet i milanosocieteten slut. Via bakgården på Sicilien vände han åter till "Bajen" och polarna på Söder.”

## Meriter
- Brons med Sverige vid VM 1950[1]
- Silver med Sverige vid VM 1958[1]
- Svenska cupen med AIK 1950[1]
- Italiensk ligamästare 1953 och 1954[1]